# Константинопольський собор (1923)
Константинопольський Собор 1923 року, також Синаксис представників Православних Церков в Константинополі (грец. Πανορθόδοξον Συνέδριον) — зібрання представників кількох помісних Східних Православних Церков, що відбулося в Константинополі з 10 травня по 8 червня 1923 року, скликане за ініціативою Вселенського патріарха Мелетія Метаксакіса. Незважаючи на те, що дехто називає його «Всеправославним собором у Константинополі 1923 року» або інакше називають «всеправославним» або «вселенським собором», собор не визнається вселенським собором: «Скликання „Вселенський“ Собор 1923 року не може бути прийнятий, оскільки в його роботі не брали участі представники Александрійської, Антіохійської, Єрусалимської та більшості інших Помісних Церков».
Головною темою Собору 1923 року була календарна реформа. Римо-католицька церква та майже вся Західна Європа завершили перехід від юліанського календаря до григоріанського календаря, нинішнього міжнародного стандарту, протягом XVI століття. Проте Російська імперія і решта православного світу до цього собору залишалися за старим календарем. На цьому соборі грецькі православні церкви та іншні Східні православні церкви прийняли новий календар, який вони назвали «новоюліанський календар», який відповідає григоріанському календарю до 2800 року.
Цей собор є надзвичайно суперечливим у східному православ'ї — він призвів до багатьох розколів у багатьох автокефальних церквах різних старокалендарних груп. Навіть академічні джерела відзначають суперечливість цього собору.
Акти та рішення цього Собору були вперше перекладені англійською мовою лише у 2006 році доктором Патріком Віскузо.

## Передісторія синаксису
На сесії 20 травня 1919 року Синод Церкви Греції одноголосно прийняв думку Архієпископа Мелетія (Метаксакіса), згідно з яким уряд вільно у своєму прагненні прийняти григоріанський календар, а Церква, до затвердження нового, науково точнішого календаря, слідує юліанському календарю. На цій сесії Мелетій заявив: «Положення Церкви в Росії змінилося, і можливість зближення із Заходом краща. Ми вважаємо за необхідне провести термінову календарну реформу». Після свого обрання на Константинопольський Престол Мелетій видав «Послання Благословенним і Чесним Церквам Олександрії, Антіохії, Єрусалима, Сербії, Кіпру, Греції та Румунії», в якому заявив: «Питання про календар виникло давно, але набуло особливої важливості в даний час. Необхідність використання загального єдиного календаря, відомого Європі та Америці, стає дедалі очевиднішою. Один православний уряд за іншим прийняв „європейський календар“. Незручність використання двох календарів у суспільному житті очевидна. Отже, бажання знайти та запровадити загальний календар для суспільної та релігійної сфери виникло з усіх боків. Це необхідно не тільки для того, щоб православні могли гармонійно діяти як громадяни і як християни, а й для посилення всесвітньої християнської єдності. Ми покликані до цього завдання в ім'я Господа спільним святкуванням Його Різдва та Воскресіння».
У цьому посланні Мелетій закликає кожну автокефальну Церкву надіслати одного-двох представників до складу комісії на собор, що скликається після Великодня, у Константинополі для вирішення календарного та інших важливих церковних питань. Помісні Церкви дуже прохолодно поставилися до цього рішення; найстаріші патріархії: Антіохійська, Олександрійська, Єрусалимська нікого не надіслали до Константинополя, не поїхали на собор і представники Московського патріархату.

## Учасники

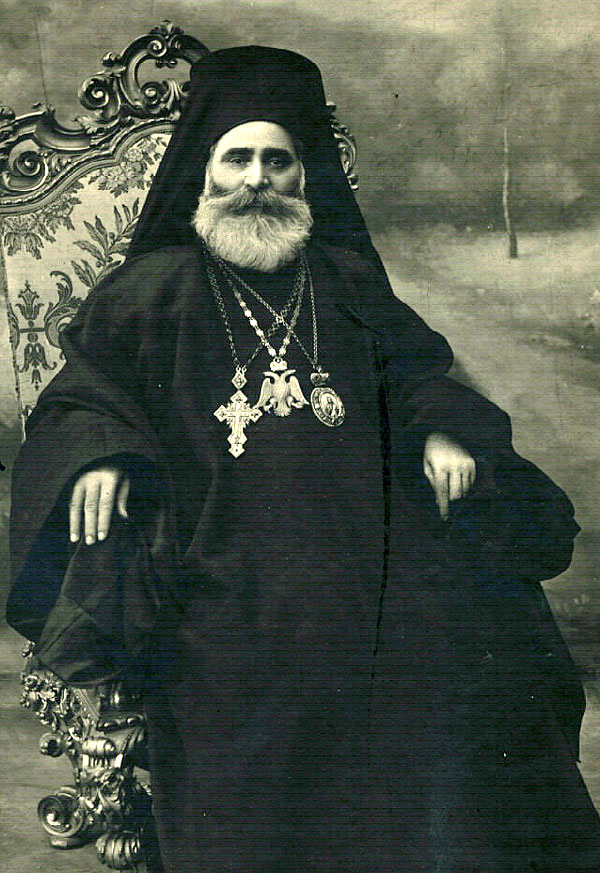
Вселенський Патріарх Мелетій IV скликав Константинопольський Собор 1923 року.

У засіданнях брали участь спочатку всього 10, а потім 9 чоловік : сім (після п'ятого засідання шість) єпископів, один архімандрит і двоє мирян.
- Від Уселенського патріархату: патріарх Мелетій (Метаксакіс) — голова, Кізичний митрополит Каллінік (Деліканіс), Василеос Антоніадіс — мирянин, професор Халкінської богословської школи.
- Від Церкви Кіпру: митрополит Нікейський Василь (Георгіадіс) (згодом Константинопольський патріарх).
- Від Сербської православної церкви: митрополит Чорногорський та Приморський Гавриїл (Дожич) (згодом Сербський патріарх), доктор Мілутін Міланкович — мирянин, професор математики та механіки у Белградському університеті.
- Від Церкви Греції: митрополит Діррахський Яків (Ніколау).
- Від Румунської православної церкви: архімандрит Юлій Скрібан[ro].
- Архієпископ Алеутський та Північно-Американський Олександр (Немоловський) та архієпископ Кишинівський Анастасій (Грибановський) в юрисдикції Архієрейського Синоду Російської православної церкви за кордоном. Останній на п'ятому засіданні на знак протесту залишив конгрес і більше в ньому не брав участі.

На конгресі відмовилися бути присутніми представники трьох найстаріших після Константинопольського патріархатів: Олександрійського, Антіохійського та Єрусалимського. Не брали участь у конгресі і Московський патріархат, Синайська архієпископія, і Болгарська православна церква (Константинопольська Патріархія тоді вважала її схизматичною). У роботі наради брали участь архієреї Російської православної церкви — Кишинівський і Хотинський архієпископ Анастасій (Грибанівський), тоді керуючий російськими парафіями Константинопольського округу, і Алеутський і Північноамериканський Олександр (Немоловський), але вони не мали повноважень представляти Російську православну церкву.

## Рішення
Усього було 11 засідань (діянь) конгресу. Питаннями обговорення були: Новоюліанський календар та його прийняття та питання пов'язані з календарем, перешкоди до шлюбу, питання шлюбу кліриків (єпископський чин і шлюб, другий шлюб кліриків, висвячення до шлюбу), питання перенесення свят на найближчу неділю, скорочення служб, ревізія постів, як часто треба скликати Всеправославні собори, причини розірвання шлюбу, умови, в яких можливі змішані шлюби, віковий кордон для висвячення диякона, священика та єпископа, як приймати римокатолицьких кліриків, які бажають розпочати шлюбне життя, зовнішній вигляд кліриків у суспільстві.
Рішення на конгресі було прийнято такі:
1. Про виправлення юліанського календаря та визначення святкування св. Великодня «виходячи з астрономічних обчислень».
2. Всеправославний собор у Константинополі доручає Вселенському Патріархату оголосити народу після обміну думками з іншими православними церквами, що православні бажають прийняти у майбутньому новий календар, у якому кількість днів у тижні (тобто сім) буде збережена, хоча ця думка може бути змінена, якщо інші церкви погодяться прийняти новий календар, у якому кількість днів тижня зміниться. За погодженням з іншими церквами може бути також ухвалено рішення про святкування Великодня у фіксований день, який відповідає історичному дню Воскресіння Господа, який визначається «науковими методами».
3. Про відзначення 1600-х роковин Першого Вселенського Собору в Нікеї (325—1925 рр.); доручити Вселенському патріархату взяти він ініціативу зі скликання Вселенського собору на вирішення спірних питань.

## Подальше читання
- Viscuso, Patrick Demetrios (2006). A Quest for Reform of the Orthodox Church: The 1923 Pan-Orthodox Congress—an analysis and translation of its acts and decisions. Berkeley, California: Patriarch Athenagoras Orthodox Institute InterOrthodox Press. с. 1—205. ISBN 9781932401097. OCLC 71778926.